# Govert Zijlmans

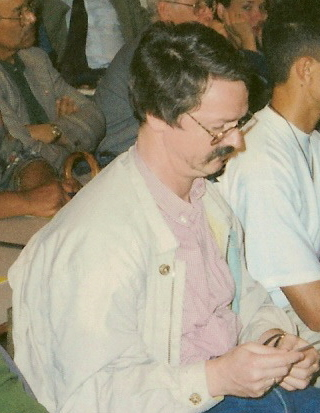
Govert Zijlmans in 1995

Govert Cornelis Zijlmans (Rotterdam, 14 september 1950) is een Nederlands historicus en Surinamist.
Hij studeerde sociologie en bestuurskunde aan de Erasmus Universiteit te Rotterdam. Hij publiceerde over de bestuursdienst in Nederlands-Indië in de jaren 1940-1950 en promoveerde op een proefschrift over het corps Binnenlands Bestuur op Java in de jaren 1945-1950. Behalve als historisch onderzoeker is hij sedert 1984 werkzaam als antiquaar en sinds 2001 ook als uitgever.
Met Hugo Enser publiceerde hij De Chinezen in Suriname: Een geschiedenis van immigratie en aanpassing 1853-2000, met een bibliografie en een tijdtafel 1800-2000 (2002). Het boek is de grootste bron van informatie op het gebied van de Surinaamse Chinezen. Het besteedt aandacht aan emigratie, rechtspositie, demografie, bedrijfsleven, inkomenspositie, verenigingen, media, politieke participatie, religieus en kerkelijk leven, isolement en integratie, het culturele leven en de migratie naar Nederland.
Voorts gaf hij twee oude artikelen over Suriname opnieuw uit: De koloniale vrouw in West-Indië van Henriëtte Conradi (1913) en Iets over de Arrowakken en hunne taal van H.C. Focke (1855).
In 2006 verscheen van zijn hand de documentatie Fotografieën van Suriname: Paramaribo, de spoorweg en de districten in de jaren 1900-1910.
- Gemeinsame Normdatei: 17011984X
- International Standard Name Identifier: 0000 0001 3916 0165
- Library of Congress Control Number: n85331248
- Nationale bibliotheek van Australië: 35886766
- Nederlandse Thesaurus van Auteursnamen: 071358935
- Trove: 1131707
- Virtual International Authority File: 196932683
- WorldCat: E39PBJgmTcXdPprr8bC9JMGWDq